# Congresso de Milão

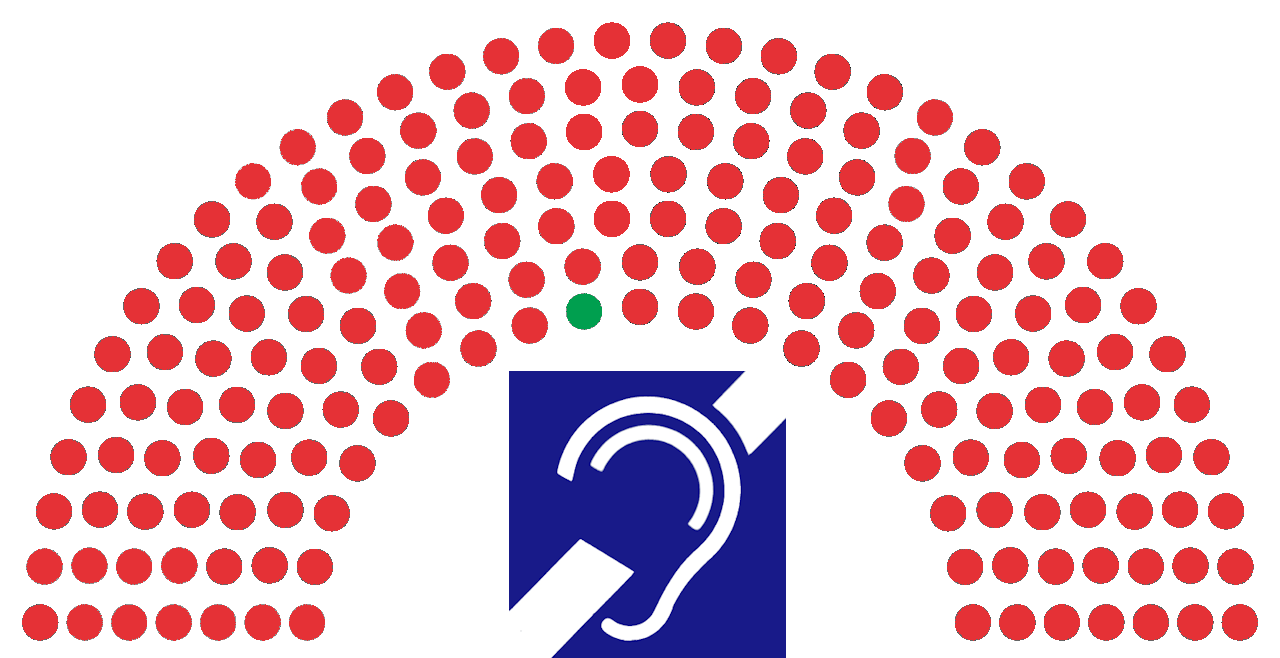
Congresso de Milão
Uma ilustração do Segundo Congresso Internacional sobre Educação de Surdos. O ponto verde se assemelha ao único delegado surdo que participou do congresso. O resto dos delegados estavam ouvindo as pessoas.

O Congresso de Milão foi uma conferência internacional de educadores de surdos, em 1880. Depois de deliberações entre 6 e 11 de Setembro de 1880, o congresso declarou que a educação oralista era a mais apropriado que à de língua gestual e aprovou uma resolução que preferencialmente seria utilizado o uso da língua oral nas escolas. 

## Antes do Congresso
Antes do Congresso, na Europa, durante o século XVIII, surgiram duas tendências distintas na educação dos surdos: o gestualismo (ou método francês) e o oralismo (ou método alemão). A grande maioria dos surdos defendia o gestualismo, enquanto que apenas os ouvintes apoiavam o oralismo - por exemplo Bell, nos EUA, fazia campanha a favor deste método, entre muitos outros professores, médicos, etc.

### Congresso de Veneza
Em 1872, no Congresso de Veneza, decidiu-se o seguinte:
- O meio humano para a comunicação do pensamento é a língua oral;
- Se orientados, os surdos lêem os lábios e falam;
- A língua oral tem vantagens para o desenvolvimento do intelecto, da moral e da linguística

## Resoluções do Congresso de Milão
O Congresso de Milão, em 1880, foi um momento obscuro na História dos surdos, uma vez que lá, um grupo de pessoas, a maioria ouvintes, tomou a decisão que  a língua oral seria utilizada na educação e no ensino de surdos, substituindo-a língua de sinais/gestuais (o comité do congresso era unicamente constituído por ouvintes.). Em consequência disso, o oralismo foi a técnica preferida na educação dos surdos durante fins do século XIX e grande parte do século XX.
O Congresso durou 3 dias, nos quais foram votadas 8 resoluções, sendo que apenas uma (a terceira) foi aprovada por unanimidade. As resoluções são:
1. O uso da língua falada, no ensino e educação dos surdos, deve preferir-se à língua gestual;
2. O uso da língua gestual em simultâneo com a língua oral, no ensino de surdos, afecta a fala, a leitura labial e a clareza dos conceitos, pelo que a língua articulada pura deve ser preferida;
3. Os governos devem tomar medidas para que todos os surdos recebam educação;
4. O método mais apropriado para os surdos se apropriarem da fala é o método intuitivo (primeiro a fala depois a escrita); a gramática deve ser ensinada através de exemplos práticos, com a maior clareza possível; devem ser facultados aos surdos livros com palavras e formas de linguagem conhecidas pelo surdo;
5. Os educadores de surdos, do método oralista, devem aplicar-se na elaboração de obras específicas desta matéria;
6. Os surdos, depois de terminado o seu ensino oralista, não esqueceram o conhecimento adquirido, devendo, por isso, usar a língua oral na conversação com pessoas falantes, já que a fala se desenvolve com a prática;
7. A idade mais favorável para admitir uma criança surda na escola é entre os 8-10 anos, sendo que a criança deve permanecer na escola um mínimo de 7-8 anos; nenhum educador de surdos deve ter mais de 10 alunos em simultâneo;
8. Com o objectivo de se implementar, com urgência, o método oralista, deviam ser reunidas as crianças surdas recém admitidas nas escolas, onde deveriam ser instruídas através da fala; essas mesmas crianças deveriam estar separadas das crianças mais avançadas, que já haviam recebido educação gestual, a fim de que não fossem contaminadas; os alunos antigos também deveriam ser ensinados segundo este novo sistema oral.[3]

Uma década depois do Congresso de Milão, acreditava-se que o ensino da língua gestual quase tinha desaparecido das escolas em toda a Europa, e o oralismo espalhava-se para outros continentes.